# Kosta Kulundzic
 (juin 2023).
Kosta Kulundzic, né en 1972 est un artiste contemporain franco-américain d’origine serbe.

## Biographie

### Formation et enseignement
Kosta Kulundzic obtient le diplôme d'architecture de l'École nationale supérieure des beaux-arts de Paris en 1998.
Lauréat du prix Claude Berthault de l'Académie des Beaux-Arts en 2012, il enseigne à l'École nationale supérieure d'architecture de Paris-Val de Seine, à l'université Paris-Sud, au Honolulu Museum of Art School et il enseigne désormais le dessin classique à l’Université de Hawaï.

### Vision
Petit-fils d'un pope, il rapproche les écrits religieux et la violence du monde contemporain.
Ce retournement carnavalesque donne à voir une inversion des valeurs, un monde dans lequel les femmes ont pris le dessus sur les hommes, et s’adonnent aux crimes des plus terribles dans une atmosphère des plus ludiques.
En 2012, avec le Serbe Vuk Vidor et le Français Stéphane Pencréac'h, il figure parmi les initiateurs du mouvement sous-réaliste, une réaction à la conceptualisation de la peinture contemporaine: pour ces artistes, l' image doit primer sur l' idée, et non l'inverse.

### Activité
Il témoigne d'un certain engagement politique, s'adonnant par exemple au croquis d'audience lors du jugement Trump vs. Hawaii, en 2017.
En 2018, sélectionné dans le cadre d’un projet artistique, Kosta Kulundzic peint in situ deux fresques dans le parking du Royal Hamilius, à Luxembourg, un bâtiment conçu par l'architecte Sir Norman Foster. Les artistes Dorothée Louise Recker, Lise Stoufflet, Gaëtan Henrioux, Axel Sanson et Valentina Canseco participent également au projet.